# Okręg Kluż
Kluż (rum. Cluj) – okręg w północno-zachodniej Rumunii (Siedmiogród), ze stolicą w mieście Kluż-Napoka. W 2011 r. liczył 691 106 mieszkańców. Okręg ma powierzchnię 6674 km², a w 2002 r. gęstość zaludnienia wynosiła 109 osób/km².

## Struktura narodowościowa
Według narodowego spisu powszechnego z 2011 r.
- Rumuni - 75,4%
- Węgrzy - 15,0%
- Romowie - 3,26%
- Niemcy - 0,099%
- Żydzi - 0,027%
- Ukraińcy - 0,025%
- Włosi - 0,022%
- Turcy - 0,013%
- Grecy - 0,011%
- Ormianie - 0,010%

## Miasta
- Kluż-Napoka (węg. Kolozsvár)
- Turda (węg. Torda)
- Dej (węg. Dés)
- Câmpia Turzii (węg. Aranyosgyéres)
- Gherla (węg. Szamosújvár)
- Huedin (węg. Bánffyhunyad).

## Gminy
- Aghireșu
- Aiton
- Aluniș
- Apahida
- Așchileu
- Baciu
- Băișoara
- Beliș
- Bobâlna
- Bonțida
- Borșa
- Buza
- Căianu
- Călărași
- Călățele
- Cămărașu
- Căpușu Mare
- Cășeiu
- Cătina
- Câțcău
- Ceanu Mare
- Chinteni
- Chiuiești
- Ciucea
- Ciurila
- Cojocna
- Cornești
- Cuzdrioara
- Dăbâca
- Feleacu
- Fizeșu Gherlii
- Florești
- Frata
- Gârbău
- Geaca
- Gilău
- Iara
- Iclod
- Izvoru Crișului
- Jichișu de Jos
- Jucu
- Luna
- Măguri-Răcătău
- Mănăstireni
- Mărgău
- Mărișel
- Mica
- Mihai Viteazu
- Mintiu Gherlii
- Mociu
- Moldovenești
- Negreni
- Pălatca
- Panticeu
- Petreștii de Jos
- Ploscoș
- Poieni
- Rișca
- Recea-Cristur
- Săcuieu
- Săndulești
- Săvădisla
- Sâncraiu
- Sânmartin
- Sânpaul
- Sic
- Suatu
- Tritenii de Jos
- Tureni
- Țaga
- Unguraș
- Vad
- Valea Ierii
- Viișoara